# Reaktionsrad
Ein Reaktionsrad ist ein Aktor zur Lageregelung eines Satelliten. Es besteht in der Regel aus einem Motor, einer von diesem rotierten Schwungmasse und der Regelelektronik für die Motordrehzahl.

## Funktionsprinzip
Ein Reaktionsrad bringt durch Änderungen seiner Drehzahl ein Drehmoment auf den Satelliten auf, um ihn in der gleichen Achse, aber in Gegenrichtung zu drehen (actio und reactio). Der Gesamtdrall des Systems Satellit bleibt dabei konstant (Erhaltungsgröße), im Gegensatz zu Lageregelungsdüsen oder Magnetspulen, die den Drall des Systems verändern. Bildlich gesprochen wird also der Drehimpuls nur zwischen Satellitengehäuse und Reaktionsrad hin und her geschoben (Drehimpulserhaltungssatz).

## Unterschied zum Drallrad
Reaktionsräder sind nicht mit Drallrädern zu verwechseln:
- Ein Reaktionsrad ist im Normalfall im Stillstand und wird nur zur Lageänderung des Satelliten oder zum Ausgleich äußerer Störmomente auf eine entsprechende Drehzahl gebracht. Typischerweise gibt es mehrere Reaktionsräder pro Satellit, die in unterschiedlichen Raumrichtungen ausgerichtet sind.
Wenn nach mehreren Lageänderungen die Maximaldrehzahl eines Reaktionsrades erreicht ist, muss es drallentsättigt (gestoppt) werden. Hierfür bringen Lageregelungsdüsen oder Magnetspulen ein äußeres Drehmoment auf, welches dem des herunterfahrenden Reaktionsrades entgegengesetzt wirkt. So wird sichergestellt, dass der Satellit trotz der Drehzahländerung seine definierte Orientierung im Raum beibehält und nicht in eine unerwünschte Taumelbewegung übergeht. Danach steht das Reaktionsrad wieder für Lageänderungen zur Verfügung.
- Ein Drallrad läuft ständig mit einer hohen Drehzahl und erzeugt dadurch einen stabilisierenden Drall, d. h., die Reaktion auf Störmomente senkrecht zur Drehachse des Drallrades wird minimiert. Deshalb gibt es typischerweise nur ein Drallrad (ggf. zwei redundante) pro Satellit. Drallräder werden zum Beispiel bei klassischen drallstabilisierten GEO-Satelliten eingesetzt.

## Anordnungen

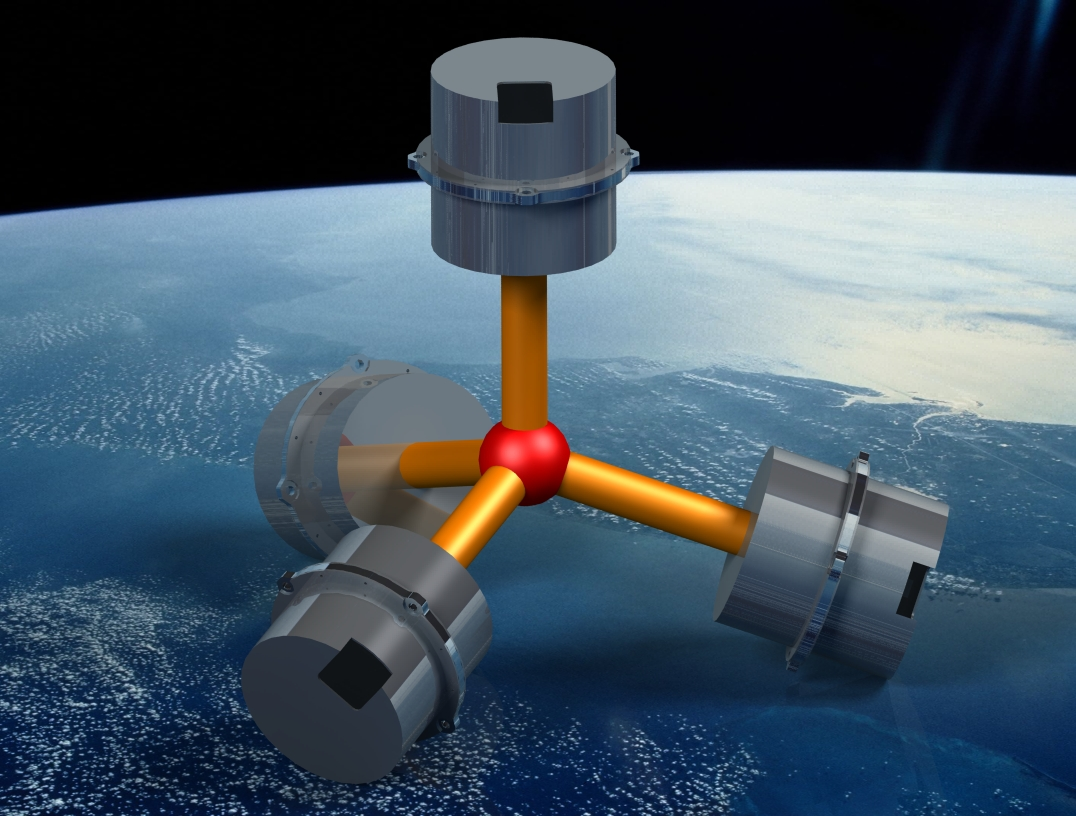
Reaktionsräder in Tetraederanordnung

In der Raumfahrt werden hauptsächlich zwei Anordnungen von Reaktionsrädern verwendet:
- bei einem achsenmäßig entkoppelten System wird in jeder geometrischen Hauptachse des Satelliten jeweils ein Reaktionsrad eingesetzt, insgesamt also drei Stück. Ein Beispiel für die Drei-Achsen-Anordnung ist der LAPAN-TUBSAT.
- Um eine Redundanz zu erreichen, werden Reaktionsräder in der Tetraederanordnung eingebaut, insgesamt also vier Stück. Dies hat den Vorteil, dass bei Ausfall eines Rades das System immer noch voll funktionsfähig bleibt. Nachteil ist die Verkopplung der einzelnen Räder untereinander: Die Drehung um eine geometrische Achse des Satelliten hat immer die Änderung der Drehzahl mehrerer Reaktionsräder zur Folge. Ein Beispiel für die Tetraederanordnung ist der BIRD-Satellit.

## Momentenkreisel

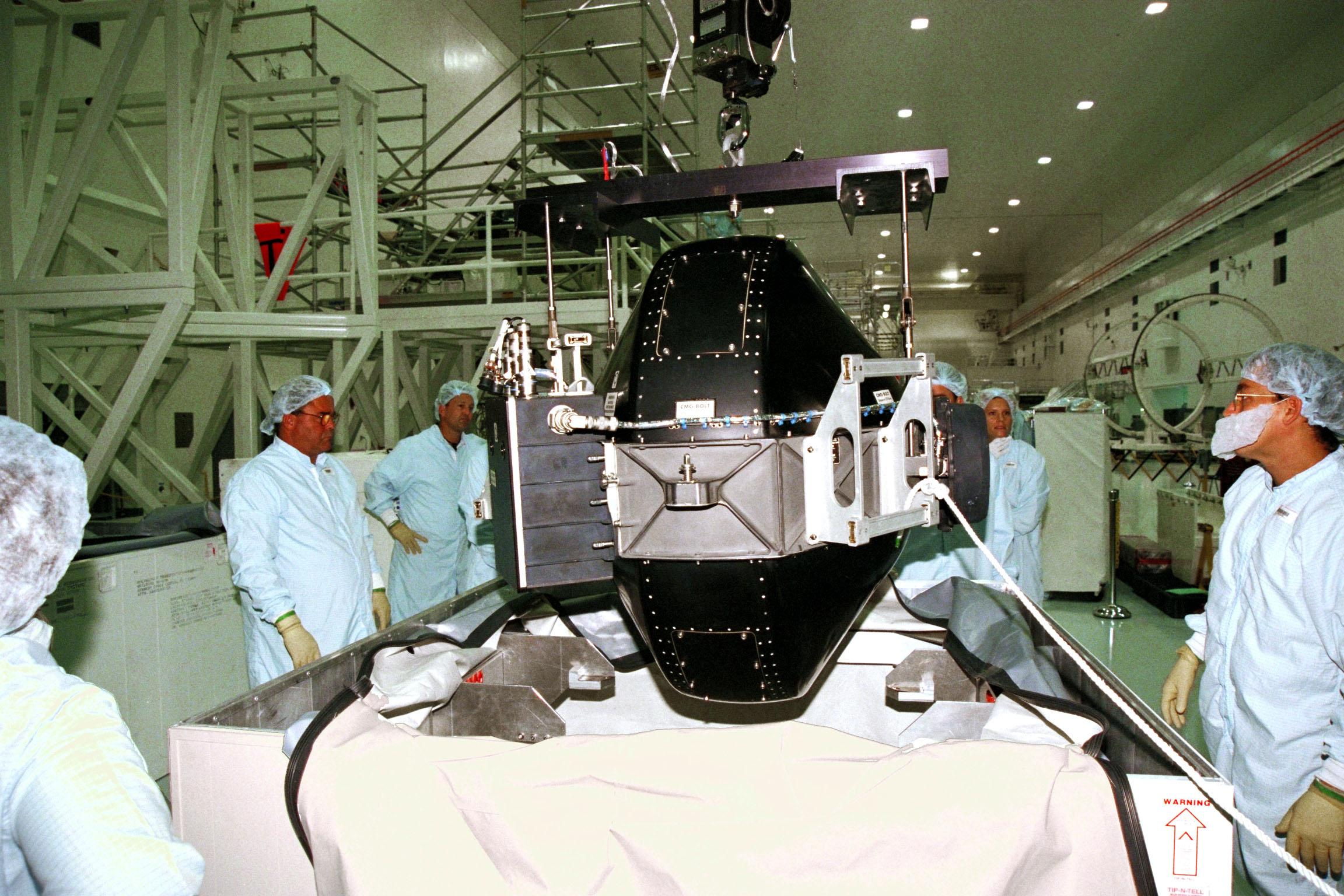
Control moment Gyroskop (CMG) der ISS

Während mit fest angeordneten Reaktionsrädern die drei Komponenten des Drehimpulsvektors einzeln verändert werden, stellt man beim Control Moment Gyroscope (CMG, Momentenkreisel) Richtung und Größe dieses Vektors insgesamt ein, indem die Achse des Momentenkreisels verkippt wird. Dazu dient ein ständig drehendes Drallrad in einer kardanischen Aufhängung, d. h. ein Gyroskop. Die kardanische Aufhängung ist ausnahmsweise nicht frei, sondern wird motorisch in zwei orthogonalen Richtungen verstellt. Das dabei auftretende Reaktionsmoment dreht das Raumfahrzeug. Die Drehung um die Achse des Drallrades wird über Drehzahländerungen kontrolliert. Diese Technik wird beispielsweise bei der Internationalen Raumstation eingesetzt.

## Kenndaten
Ein typisches Reaktionsrad für einen mittelgroßen kommerziellen Satelliten hat einen Durchmesser von 20 bis 30 cm, eine Höhe von ca. 10 cm und eine Gesamtmasse von 5 bis 10 kg. Bei einer Drehzahl von ca. 5.000/min erzeugt es gemäß der Formel
{\displaystyle L=J\,\omega }
mit
- dem Massenträgheitsmoment {\displaystyle J}
- der Winkelgeschwindigkeit {\displaystyle \omega }

einen Drehimpuls {\displaystyle L} von 20 Nms. Dagegen liegt der Drehimpuls eines Drallrades bzw. Momentenkreisels (s. o.) bei 500 Nms und mehr.
Eine Änderung des Drehimpulses des Reaktionsrads durch Verändern von {\displaystyle \omega } bewirkt eine entgegengesetzte Drehung des Satelliten um die Rotationsachse der Schwungmasse. Durch kleine Änderungen der Rotation des Reaktionsrads kann die Orientierung des Satelliten somit sehr genau gesteuert werden.
Für das erzeugte Drehmoment {\displaystyle T} gilt:
{\displaystyle T=J\,{\dot {\omega }}}
mit der Winkelbeschleunigung {\displaystyle {\dot {\omega }}}.
Das Drehmoment bestimmt, wie schnell die Rotation verändert und der Satellit gekippt werden kann. Die Obergrenze für das erzeugte Drehmoment liegt typischerweise bei 0,2 bis 0,5 Nm.